# Piotr Olszewski
Pour les articles homonymes, voir Olszewski.
Piotr Olszewski (né le 25 avril 1973 à Varsovie dans la voïvodie de Mazovie) est un pentathlonien moderne allemand. Il participe à une édition des Jeux olympiques.

## Jeux olympiques
- Jeux olympiques d'été de 1996 à Atlanta, Géorgie  États-Unis
  - 12e position à l'épreuve du quatre sans barreur masculin.